# Epichlorhydrin
Epichlorhydrin je reaktivní chlororganická látka (v podstatě chlorovaný epoxid). Za běžných podmínek to je bezbarvá tekutina se zápachem podobným česneku.
Vyrábí se radikálovou chlorací propylenu na allylchlorid, následovanou epoxidací meziproduktu například kumenhydroperoxidem. Používá k výrobě glycerinu a plastů, např. epoxidových a fenoxy pryskyřic.
Epichlorhydrin je také meziprodukt při výrobě výbušnin. Jde o hořlavinu s toxickými a karcinogenními účinky.